# Staffan Grenstedt
Staffan Grenstedt, född 18 oktober 1952, är en svensk präst, teologie doktor i missionsvetenskap och högskolelektor i historisk-praktisk teologi.

## Karriär
Efter värnpliktstjänstgöring vid Försvarets tolkskola 1971-1972 påbörjade Staffan Grenstedt sina teologiska studier vid Uppsala universitet. Han blev teologie kandidat 1978 och prästvigdes 29 januari samma år i Göteborg. Från 1978–1980 verkade han som studentpräst i Stockholm för SESG, nuvarande Credo. Under samma tid var han på deltid pastorsadjunkt i Katarina församling i Stockholms stift.
Från 1983–1987 var han utsänd som medarbetare i Mekane Yesus-kyrkan i södra Etiopiens landsbygd. Vid hemkomsten till Sverige verkade han från 1987-1989 som komminister i Lövångers församling i Luleå stift. Därefter anställdes han av Västerås stift som komminister i Västerås Lundby församling, i EFS samarbetskyrka 1989-1996. Grenstedt anlitades sedan som teologisk rådgivare på Mekane Yesus-kyrkans huvudkontor i Addis Ababa mellan 1996-1998.
I december 2000 tog Grenstedt sin teologie doktorsexamen i missionsvetenskap vid Uppsala universitet, med en avhandling rörande lokal etiopisk kyrkohistoria.
Från 2001-2008 arbetade han som högskolelektor i historisk-praktisk teologi vid Johannelunds teologiska högskola i Uppsala med huvudansvar för praxisterminen som förbereder studenterna för prästtjänst.
Från Hösten 2008 arbetade Grenstedt som högskolelektor i kristendomens historia vid Ethiopian Graduate School of Theology och i missionsteologi på Mekane Yesus-kyrkans teologiska seminarium i Addis Abeba i Etiopien. Grenstedt och hans hustru sändes ut som missionärer i Svenska Kyrkans regi av Uppsala stift och Lötenkyrkan i Uppsala. Grensteds huvudsakliga uppgift vid Ethiopian Graduate School of Theology var att arbeta med teologisk post graduate-utbildning som ger de studerande en mastersexamen i teologi. . Sedan 2010 är han åter högskolelektor vid Johannelunds teologiska högskola.

## Biskopskandidaturer

### Göteborgs stift 2010
I nomineringsvalet inför biskopsvalet för Göteborgs stift 7 december 2010 fick Grenstedt 284 röster av 1139, det vill säga nära 25% av rösterna. Därmed fick han nästan dubbelt så många som andraplatstagaren Christina Eriksson som fick 151 röster, och gick tillsammans med 7 andra kandidater vidare till första omgången av biskopsvalet 15 mars 2011. Även där fick han flest röster och gick tillsammans med Per Eckerdal vidare till andra omgången 31 mars. Där fick han 488 röster mot Eckerdals 679.

### Skara stift 2012
I biskopsvalet till Skara stift var Grenstedt en av kandidaterna. Han gick vidare i det första valet tillsammans med Åke Bonnier, där Grenstedt fick 91 röster och Bonnier 278. Bonnier vann det slutgiltiga valet med 438 röster mot Grenstedts 124 röster.